# 本頓 (加利福尼亞州)
本頓（英語：Benton）是位於美國加利福尼亞州莫諾縣的一個人口普查指定地區。

## 地理
本頓的座標為37°49′09″N 118°28′35″W / 37.81917°N 118.47639°W，而該地最高點為海拔高度1642米（即5387英尺）。

## 人口
根據2010年美國人口普查的數據，本頓的面積為73.82平方千米，當中陸地面積為73.77平方千米，而水域面積為0.05平方千米。當地共有人口280人，而人口密度為每平方千米3人。